# Membres de l'Ordre national du Québec, par ordre alphabétique B
L'article contient une liste des membres de l'Ordre national du Québec. En 2011, il y a 810 personnes en tout qui font partie de cet ordre.
| \| Listes des membres de l'Ordre national du Québec \|            |
| A B C D E F G H I J K L M N O P Q R S T U V W X Y Z Non canadiens |
| Listes des membres de l'Ordre national du Québec                  |

| Nom                   | Grade            | Année | Occupation                                                          |
| André Bachand         | Officier         | 2008  |                                                                     |
| Frédéric Back         | Chevalier        | 1989  | cinéaste                                                            |
| Lise Bacon            | Grande officière | 2004  | politicienne                                                        |
| Louis Balthazar       | Officier         | 2007  |                                                                     |
| Victor Barbeau        | Grand officier   | 1987  | journaliste                                                         |
| Manuel G. Batshaw     | Chevalier        | 1995  | travailleur social                                                  |
| Roger Baulu           | Officier         | 1993  | animateur de télévision                                             |
| Jeanine C. Beaubien   | Officière        | 2004  | femme de théâtre                                                    |
| Yves Beauchemin       | Officier         | 2003  | écrivain                                                            |
| Micheline Beauchemin  | Chevalier        | 1991  | arts plastiques                                                     |
| Gérald-A. Beaudoin    | Officière        | 2008  | professeur                                                          |
| Laurent Beaudoin      | Officier         | 1990  | homme d'affaires                                                    |
| Nicole Beaudoin       | Officière        | 2006  | présidente du réseau des femmes d'affaires du Québec                |
| Georgette Beaudry     | Chevalière       | 2008  |                                                                     |
| Jacques A. Beaulieu   | Grand officier   | 1999  | scientifique                                                        |
| Charles E. Beaulieu   | Chevalier        | 1998  | professeur et homme politique                                       |
| Guy Beaulne           | Chevalier        | 1993  | réalisateur et metteur en scène                                     |
| Claude Béland         | Officier         | 1992  | banquier                                                            |
| Jules Bélanger        | Officier         | 2006  | professeur impliqué socialement en Gaspésie                         |
| Marcel Bélanger       | Grand officier   | 1994  | poète                                                               |
| Walter Bélanger       | Chevalier        | 2005  | homme d'affaires                                                    |
| Jean Béliveau         | Chevalier        | 1988  | hockeyeur                                                           |
| Jean Béliveau         | Officier         | 2006  | hockeyeur                                                           |
| Annette Bellavance    | Grande officière | 2002  | sœur et travailleuse sociale                                        |
| Louise Bellavance     | Chevalière       | 2005  | sœur et travailleuse sociale                                        |
| Gaston Bellemare      | Officier         | 2002  | écrivain                                                            |
| Francesco Bellini     | Officier         | 2004  | président et fondateur de Biochem Pharma                            |
| Alice Benjamin        | Chevalière       | 1993  | médecin                                                             |
| André Bérard          | Officier         | 2000  | administrateur de sociétés                                          |
| Pearl Berg            | Chevalière       | 1997  | sœur fondatrice d'Albatros                                          |
| Jean-Eudes Bergeron   | Chevalier        | 1998  | administrateur public                                               |
| Henri Bergeron        | Chevalier        | 1995  | premier animateur de la télévision de Radio-Canada                  |
| Louise Bergeron-Ling  | Chevalière       | 2005  | directrice du Centre d’action bénévole Émilie-Gamelin de Joliette   |
| Michel G. Bergeron    | Officier         | 2008  | médecin                                                             |
| Louis Berlinguet      | Officier         | 1990  | chimiste                                                            |
| Louis Bernard         | Officier         | 2000  | homme politique                                                     |
| Françoys Bernier      | Chevalier        | 1993  | pianiste, chef d'orchestre, réalisateur, administrateur, professeur |
| Sylvie Bernier        | Chevalière       | 1985  | médaillée aux Jeux olympiques de Los Angeles en plongeon            |
| Françoise Bertrand    | Chevalière       | 2008  |                                                                     |
| Janette Bertrand      | Chevalière       | 1992  | comédienne                                                          |
| Marie-Andrée Bertrand | Officière        | 2005  | criminologue                                                        |
| Louise Bessette       | Officière        | 2005  | pianiste                                                            |
| Bernard Beugnot       | Chevalier        | 2003  | professeur d'Études françaises                                      |
| Ferdinand Biondi      | Chevalier        | 1985  | annonceur radio                                                     |
| Anik Bissonnette      | Chevalière       | 1987  | danseuse principale pour Les Grands Ballets Canadiens               |
| Gilles Bissonnette    | Chevalier        | 2008  |                                                                     |
| Lise Bissonnette      | Officière        | 1998  | directrice de la Grande Bibliothèque du Québec                      |
| Aoura Bizzarri        | Chevalière       | 1990  | activiste sociale                                                   |
| Marie-Claire Blais    | Officière        | 1995  | écrivain                                                            |
| Roger Blais           | Officier         | 1995  | ingénieur géologue                                                  |
| Roger Blais           | Chevalier        | 2005  | cinéaste                                                            |
| Madeleine Blanchet    | Officière        | 1992  | médecin                                                             |
| Robert Boily          | Chevalier        | 2019  | chercheur scientifique                                              |
| Pierre Bois           | Officier         | 1996  | médecin                                                             |
| Aurélien Boivin       | Officier         | 2001  | professeur de littérature                                           |
| Pierre-Horace Boivin  | Chevalier        | 1994  | maire de Granby                                                     |
| Colette Boky          | Chevalière       | 2006  | chanteuse soprano                                                   |
| Roch Bolduc           | Chevalier        | 1998  | sénateur                                                            |
| Denise Bombardier     | Chevalière       | 2000  | journaliste                                                         |
| Jean-Louis Bonenfant  | Chevalier        | 1990  | médecin                                                             |
| Claire Bonenfant      | Chevalière       | 1991  | militante féministe                                                 |
| Yvette Bonny          | Chevalière       | 2007  |                                                                     |
| Claude Bouchard       | Chevalier        | 2005  | spécialiste de l'obésité                                            |
| Émile Bouchard        | Chevalier        | 2008  | joueur de hockey                                                    |
| Jacques Bouchard      | Chevalier        | 2002  | publicitaire                                                        |
| Jeanne-d'Arc Bouchard | Chevalière       | 2000  | implication exceptionnelle à la cause de la toxicomanie             |
| Victor Bouchard       | Chevalier        | 1994  | pianiste                                                            |
| Ghislain Bouchard     | Chevalier        | 1992  | animation et de création dans le domaine de la culture              |
| Gaétan Boucher        | Chevalier        | 1985  | patineur de vitesse                                                 |
| Jean-Marc Boulé       | Chevalier        | 2007  | directeur général du Séminaire Saint-François                       |
| Lionel Boulet         | Officier         | 1996  | scientifique, fondateur de l'IREQ                                   |
| Gilles Boulet         | Officier         | 1997  | président de l'Université du Québec                                 |
| Guy Boulizon          | Chevalier        | 1990  | professeur et écrivain                                              |
| Martial G. Bourassa   | Chevalier        | 1999  | cardiologue                                                         |
| Robert Bourassa       | Grand officier   | 2008  | premier ministre                                                    |
| Jacques Bourbeau      | Chevalier        | 2006  | ingénieur                                                           |
| Jean-Julien Bourgault | Grand officier   | 1993  | sculpteur                                                           |
| Pierre Bourque        | Chevalier        | 1993  | maire de Montréal                                                   |
| Pierre Boutet         | Chevalier        | 2005  | ténor                                                               |
| Robert A. Boyd        | Officier         | 2001  | ingénieur, présidentd’Hydro-Québec                                  |
| Michel Brault         | Officier         | 2003  | cinéaste                                                            |
| Yvette Brind'Amour    | Officière        | 1985  | actrice fondatrice du théâtre du Rideau Vert                        |
| Marcel Brisebois      | Chevalier        | 2002  | professeur, animateur de radio et animateur de télévision           |
| Louise Brissette      | Chevalière       | 1989  | fonde la corporation «Les Enfants d'Amour»                          |
| Germain Brisson       | Chevalier        | 2003  | spécialiste en santé animale                                        |
| Édouard Brochu        | Chevalier        | 1999  | microbiologiste                                                     |
| Georges Brossard      | Chevalier        | 2006  | fondateur de l'Insectarium de Montréal                              |
| Alexander Brott       | Chevalier        | 1988  | compositeur, violoniste                                             |
| Lotte Brott           | Chevalière       | 1996  | chef d'orchestre, violoniste                                        |
| Raymond Brousseau     | Chevalier        | 2008  | réalisateur                                                         |
| Robert E. Brown       | Officier         | 2007  |                                                                     |
| Pierre Bruneau        | Officier         | 2008  | journaliste                                                         |
| Rolland Brunelle      | Chevalier        | 1992  | musicien et pédagogue                                               |